# Lampeter, Wales
Lampeter (walesiska: Llanbedr Pont Steffan) är en ort och community i Storbritannien.   Den ligger i kommunen Ceredigion och riksdelen Wales, i den södra delen av landet, 280 km väster om huvudstaden London. Antalet invånare är 2 970.